# 대성여자중학교 (광주)
대성여자중학교(大成女子中學校)는 대한민국 광주광역시 남구 진월동에 위치한 사립 중학교이다.

## 학교 연혁
- 1980년 4월 27일 : 학교 법인 우산학원 설립인가 (이사장 우산 최기영 선생 취임)
- 1981년 1월 30일 : 대성여자중학교 설립인가 (18학급)
- 1981년 3월 1일 : 초대 교장 최민규 선생 취임
- 1984년 2월 10일 : 제1회 졸업식
- 2004년 7월 19일 : 제2대 이사장 최동운 선생 취임
- 2022년 3월 1일 : 제11대 교장 김기숙 선생 취임
- 2025년 1월 7일 : 제42회 졸업식 (졸업생 총 수 13,763명)
- 2025년 3월 4일 : 21학급 편성 재학생 (519명)

## 참고 자료
- 대성여자중학교 - 한국교육학술정보원 학교알리미